# Советские социалистические республики (четвёртая серия марок)
«Сове́тские социалисти́ческие респу́блики» четвёртая серия — многолетняя тематическая серия почтовых марок СССР, посвящённая юбилеям Советских социалистических республик, которая выпускалась в 1977—1984 годах (с 14 декабря 1977 года по 12 октября 1984 года согласно каталогу почтовых марок Михель).
Только немецкий каталог Михель (Michel) полностью определил эту многолетнюю достаточно определённую каталожную серию.
Остальные каталоги разбили каталожную серию из 14 марок на подсерии:
- русский каталог с нумерацией ЦФА (ЦФА) — на 5 подсерий[2];
- русский каталог «Стандарт-Коллекция» (SC) — на 4 подсерии[3];
- американский каталог Скотт (Scott) — на 8 подсерий[4];
- английский каталог Стэнли Гиббонс (SG) — на 12 подсерий[5];
- французский каталог Ивер и Телье (Yvert) — на 8 подсерий[6].

Здесь 14 марок, это 8-летняя серия, отношение размера серии к её длительности 1,8. Первый номер серии ЦФА 4780, дата выпуска марки с первым номером серии 1977-12-14.
| Советские социалистические республики 4 (1977—1984) | Советские социалистические республики 4 (1977—1984) | Советские социалистические республики 4 (1977—1984) | Советские социалистические республики 4 (1977—1984) | Советские социалистические республики 4 (1977—1984) | Советские социалистические республики 4 (1977—1984) | Советские социалистические республики 4 (1977—1984) | Советские социалистические республики 4 (1977—1984) | Советские социалистические республики 4 (1977—1984) | Советские социалистические республики 4 (1977—1984) | Советские социалистические республики 4 (1977—1984) |
| №                                                   | Дата                                                | ЦФА5                                                | SC4                                                 | Scott8                                              | Michel                                              | SG12                                                | Yvert8                                              | Ном.                                                | Кр.опис-е                                           | Изобр-е                                             |
| --------------------------------------------------- | --------------------------------------------------- | --------------------------------------------------- | --------------------------------------------------- | --------------------------------------------------- | --------------------------------------------------- | --------------------------------------------------- | --------------------------------------------------- | --------------------------------------------------- | --------------------------------------------------- | --------------------------------------------------- |
| 1                                                   | 1977-12-14Mi                                        | 14780                                               | 14726                                               | 14624                                               | 4676                                                | 14719                                               | 14436                                               | 6к                                                  | 60-летие Советской власти на Украине                |                                                     |
| 2                                                   | 1979-1-1                                            | 24932                                               | 24865                                               | 24729                                               | 4815                                                | 24856                                               | 24572                                               | 4к                                                  | 60-летие Советской власти в Белоруссии              |                                                     |
| 3                                                   | 1980-4-28 (4-22S)                                   | 35072                                               | 35004                                               | 34821                                               | 4948                                                | 34989                                               | 34687                                               | 4к                                                  | 60-летие Азербайджанской ССР                        |                                                     |
| 4                                                   | 1980-7-12                                           | 45092                                               | 45004                                               | 44846                                               | 4975                                                | 45016                                               | 44716                                               | 4к                                                  | 40-летие Литовской ССР                              |                                                     |
| 5                                                   | 1980-7-21                                           | 45094                                               | 45026                                               | 44847                                               | 4976                                                | 45017                                               | 44715                                               | 4к                                                  | 40-летие Латвийской ССР                             |                                                     |
| 6                                                   | 1980-7-21                                           | 45095                                               | 45027                                               | 44848                                               | 4977                                                | 45018                                               | 44714                                               | 4к                                                  | 40-летие Эстонской ССР                              |                                                     |
| 7                                                   | 1980-8-26                                           | 55104                                               | 45036                                               | 54857                                               | 4986                                                | 55027                                               | 54720                                               | 4к                                                  | 60-летие Казахской ССР                              |                                                     |
| 8                                                   | 1980-11-24                                          | 55129                                               | 45060                                               | 64879                                               | 5011                                                | 65051                                               | 64748                                               | 4к                                                  | 60-летие Армянской ССР                              |                                                     |
| 9                                                   | 1981-2-20 (2-25S)                                   | 55162                                               | 45094                                               | 74914                                               | 5044                                                | 75100                                               | 74781                                               | 4к                                                  | 60-летие Грузинской ССР                             |                                                     |
| 10                                                  | 1984-10-12                                          | 55565                                               | 45496                                               | 85302                                               | 5444                                                | 85493                                               | 85157                                               | 5к                                                  | 60-летие Молдавской ССР                             |                                                     |
| 11                                                  | 1984-10-12 (10-14S)                                 | 55566                                               | 45497                                               | 85304                                               | 5446                                                | 95495                                               | 85159                                               | 5к                                                  | 60-летие Таджикской ССР                             |                                                     |
| 12                                                  | 1984-10-12 (10-14S)                                 | 55567                                               | 45498                                               | 85303                                               | 5445                                                | 105494                                              | 85156                                               | 5к                                                  | 60-летие Киргизской ССР                             |                                                     |
| 13                                                  | 1984-10-12 (10-27S)                                 | 55568                                               | 45499                                               | 85305                                               | 5448                                                | 115497                                              | 85158                                               | 5к                                                  | 60-летие Узбекской ССР                              |                                                     |
| 14                                                  | 1984-10-12 (10-27S)                                 | 55569                                               | 45500                                               | 85306                                               | 5449                                                | 125498                                              | 85160                                               | 5к                                                  | 60-летие Туркменской ССР                            |                                                     |